# Лід-Гілл (Арканзас)
Лід-Гілл (англ. Lead Hill) — місто (англ. town) в США, в окрузі Бун штату Арканзас. Населення — 274 особи (2020).

## Географія
Лід-Гілл розташований на висоті 260 метрів над рівнем моря за координатами 36°24′53″ пн. ш. 92°54′25″ зх. д. / 36.41472° пн. ш. 92.90694° зх. д. (36.414759, -92.906974).  За даними Бюро перепису населення США в 2010 році місто мало площу 1,40 км², з яких 1,23 км² — суходіл та 0,17 км² — водойми. В 2017 році площа становила 1,82 км², з яких 1,65 км² — суходіл та 0,17 км² — водойми.

## Демографія
Згідно з переписом 2010 року, у місті мешкала 271 особа в 111 домогосподарстві у складі 72 родин. Густота населення становила 193 особи/км².  Було 142 помешкання (101/км²). 
Расовий склад населення:
| - 97,0 % — білих - 1,1 % — корінних американців |

До двох чи більше рас належало 1,8 %. Іспаномовні складали 2,6 % від усіх жителів.
За віковим діапазоном населення розподілялося таким чином: 25,5 % — особи молодші 18 років, 59,0 % — особи у віці 18—64 років, 15,5 % — особи у віці 65 років та старші. Медіана віку мешканця становила 38,1 року. На 100 осіб жіночої статі у місті припадало 99,3 чоловіків;  на 100 жінок у віці від 18 років та старших — 92,4 чоловіків також старших 18 років.
Середній дохід на одне домашнє господарство  становив 36 453 долари США (медіана — 24 250), а середній дохід на одну сім'ю — 39 388 доларів (медіана — 27 917). За межею бідності перебувало 37,0 % осіб, у тому числі 55,6 % дітей у віці до 18 років та 13,0 % осіб у віці 65 років та старших.
Цивільне працевлаштоване населення становило 94 особи. Основні галузі зайнятості: виробництво — 27,7 %, транспорт — 17,0 %, роздрібна торгівля — 11,7 %, будівництво — 9,6 %.
За даними перепису населення 2000 року в Лід-Гіллі проживало 287 осіб, 86 сімей, налічувалося 126 домашніх господарств і 144 житлових будинки. Середня густота населення становила близько 205 осіб на один квадратний кілометр. Расовий склад Лід-Гілла за даними перепису розподілився таким чином: 96,86 % — білих, 0,35 % — азіатів, 2,79 % — представників змішаних рас.
Іспаномовні склали 0,35 % від усіх жителів містечка.
З 126 домашніх господарств в 28,6 % — виховували дітей віком до 18 років, 57,1 % представляли собою подружні пари, які спільно проживали, в 10,3 % сімей жінки проживали без чоловіків, 31,7 % не мали сімей. 27,8 % від загального числа сімей на момент перепису жили самостійно, при цьому 18,3 % склали самотні літні люди у віці 65 років та старше. середній розмір домашнього господарства склав 2,28 особи, а середній розмір родини — 2,78 особи.
Населення містечка за віковим діапазоном за даними перепису 2000 року розподілилося таким чином: 23,7 % — жителі молодше 18 років, 3,8 % — між 18 і 24 роками, 24,7 % — від 25 до 44 років, 22,0 % — від 45 до 64 років і 25,8 % — у віці 65 років та старше. Середній вік мешканця склав 43 роки. На кожні 100 жінок в Лід-Гіллі припадало 90,1 чоловіків, у віці від 18 років та старше — 79,5 чоловіків також старше 18 років.
Середній дохід на одне домашнє господарство в містечкі склав 30 625 доларів США, а середній дохід на одну сім'ю — 32 500 доларів. При цьому чоловіки мали середній дохід в 24 375 доларів США на рік проти 18 864 долара середньорічного доходу у жінок. Дохід на душу населення в містечкі склав 13 051 долар на рік. 9,3 % від усього числа сімей в окрузі і 15,7 % від усієї чисельності населення перебувало на момент перепису населення за межею бідності, при 23,4 % цьому з них були молодші 18 років і 12,8 % — у віці 65 років та старше.